# Charlot alla spiaggia
Charlot alla spiaggia (By the Sea) è un cortometraggio muto interpretato e diretto da Charlie Chaplin. Fu proiettato la prima volta il 29 aprile 1915.

## Trama
In una ventosa giornata in riva al mare, una moglie (Margie Reiger) dice al baffuto marito (Billy Armstrong) di restare dov'è mentre lei deve allontanarsi. Sopraggiunge Charlot (Charlie Chaplin) che sta mangiando una banana e, dopo essere scivolato sulla buccia appena lasciata cadere in terra, incontra il marito della donna. A causa del vento entrambi hanno legato con uno spago al collo i rispettivi copricapi, una paglietta per l'uomo e la solita bombetta per Charlot, ma una folata più forte fa volare via i due cappelli i cui fili s'ingarbugliano e, nel tentativo di recuperare il proprio, i due uomini iniziano ad azzuffarsi, dandosele di santa ragione. Alla fine, a prevalere è Charlot che mette fuori combattimento l'avversario e, poi, continua ad infierire su di lui, specie quando ad osservarlo è una bella signora (Edna Purviance). La donna raggiunge poi il corpacciuto ed elegante fidanzato (Bud Jamison) che la sta aspettando seduto su una panchina poco lontano. Nel frattempo, il primo uomo si è ripreso ed ha iniziato a litigare nuovamente con Charlot, almeno fino all'arrivo dell'immancabile poliziotto (Paddy McGuire) che si prende in faccia un poderoso sganassone diretto a Charlot, finendo a terra privo di sensi. I due contendenti si allontanano, quindi, insieme dalla scena, prima che il poliziotto rinvenga e l'uomo propone a Charlot di diventare amici. Seppur poco convinto quest'ultimo accetta. Dopo numerose strette di mano per suggellare l'amicizia, i due giungono ad un chiosco di bibite e gelati, dove ordinano due coni. Nel frattempo l'uomo che sedeva sulla panchina con la sua fidanzata si alza e si reca a sua volta al chiosco. Qui Charlot e l'altro uomo hanno iniziato a litigare per chi deve pagare le consumazioni, essendo entrambi al verde. Con il gelato dei coni che vola un po' dappertutto. anche il nuovo arrivato ne prende la sua dose sul vestito scuro e quindi, infuriato, si scaglia contro i due litiganti. Nella baruffa che ne segue, Charlot riesce ad allontanarsi lasciando il suo, ormai, ex-amico nelle grosse mani dell'energumeno. Arriva anche un altro poliziotto (Ernest Van Pelt) che si porta via il malcapitato, accusato anche dal barista ('Snub' Pollard) di non aver pagato il conto, trascinandolo per i capelli. Charlot, nel frattempo, ha iniziato a corteggiare la fidanzata dell'uomo corpulento, impegnato a malmenare l'altro individuo, ma appena il primo ritorna alla panchina, Charlot si allontana per evitare guai. Si siede su un'altra panchina, al fianco della moglie che sta aspettando il marito non sapendo che è stato arrestato, ed inizia a flirtare anche con lei. Poco dopo, però, convergono su questa panchina sia il marito della donna, riuscito a sfuggire al poliziotto, sia il massiccio fidanzato dell'altra, insieme alla sua amata, che vuole vendicarsi delle avances fatte da Charlot a quest'ultima. Charlot deve quindi vedersela con i due uomini infuriati ma, all'improvviso, la panchina si rovescia all'indietro mandando tutti e cinque gli occupanti a gambe all'aria.

## Produzione
Il film fu prodotto dalla Essanay Film Manufacturing Company.

## Distribuzione
Distribuito dalla General Film Company, il film - un cortometraggio di una bobina - uscì nelle sale cinematografiche USA il 29 aprile 1915.